# Memphis Open 2016 - Qualificazioni singolare
Le qualificazioni del singolare  del Memphis Open 2016 sono state un torneo di tennis preliminare per accedere alla fase finale della manifestazione. I vincitori dell'ultimo turno sono entrati di diritto nel tabellone principale. In caso di ritiro di uno o più giocatori aventi diritto a questi sono subentrati i lucky loser, ossia i giocatori che hanno perso nell'ultimo turno ma che avevano una classifica più alta rispetto agli altri partecipanti che avevano comunque perso nel turno finale.

## Teste di serie
1. Radu Albot (ultimo turno)
2. Bjorn Fratangelo (ultimo turno)
3. Yoshihito Nishioka (qualificato)
4. Tatsuma Itō (primo turno)

1. John-Patrick Smith (primo turno)
2. Dennis Novikov (primo turno)
3. Jared Donaldson (qualificato)
4. Adrián Menéndez Maceiras (ultimo turno)

## Qualificati
1. Henri Laaksonen
2. Michael Mmoh

1. Yoshihito Nishioka
2. Jared Donaldson

## Tabellone qualificazioni

### Legenda
| - Q = Qualificato - WC = Wild card - LL = Lucky loser | - ALT = Alternate - SE = Special Exempt - PR = Protected Ranking | - w/o = Walkover - r = Ritirato - d = Squalificato |

### Sezione 1
|  | Primo turno | Primo turno        | Primo turno   | Primo turno | Primo turno |  |  | Ultimo turno | Ultimo turno    | Ultimo turno | Ultimo turno | Ultimo turno |  |
|  |             |                    |               |             |             |  |  |              |                 |              |              |              |  |
|  | 1           | Radu Albot         | Radu Albot    | 6           | 6           |  |  |              |                 |              |              |              |  |
|  |             | Andrej Rublëv      | Andrej Rublëv | 3           | 4           |  |  | 1            | Radu Albot      | 7            | 64           | 1            |  |
|  |             | Henri Laaksonen    | 5             | 7           | 6           |  |  |              | Henri Laaksonen | 6            | 7            | 6            |  |
|  | 5           | John-Patrick Smith | 7             | 6           | 4           |  |  |              |                 |              |              |              |  |

### Sezione 2
|  | Primo turno | Primo turno      | Primo turno      | Primo turno | Primo turno |  |  | Ultimo turno | Ultimo turno     | Ultimo turno | Ultimo turno | Ultimo turno |  |
|  |             |                  |                  |             |             |  |  |              |                  |              |              |              |  |
|  | 2           | Bjorn Fratangelo | Bjorn Fratangelo | 6           | 6           |  |  |              |                  |              |              |              |  |
|  | WC          | Jarryd Woog      | Jarryd Woog      | 2           | 2           |  |  | 2            | Bjorn Fratangelo | 4            | 7            | 6            |  |
|  | WC          | Michael Mmoh     | 6                | 4           | 6           |  |  | WC           | Michael Mmoh     | 6            | 5            | 7            |  |
|  | 6           | Dennis Novikov   | 1                | 6           | 4           |  |  |              |                  |              |              |              |  |

### Sezione 3
|  | Primo turno | Primo turno              | Primo turno              | Primo turno | Primo turno |  |  | Ultimo turno | Ultimo turno             | Ultimo turno | Ultimo turno | Ultimo turno |  |
|  |             |                          |                          |             |             |  |  |              |                          |              |              |              |  |
|  | 3           | Yoshihito Nishioka       | Yoshihito Nishioka       | 6           | 6           |  |  |              |                          |              |              |              |  |
|  | Alt         | Joe Salisbury            | Joe Salisbury            | 2           | 3           |  |  | 3            | Yoshihito Nishioka       | 6            | 4            | 6            |  |
|  |             | Somdev Devvarman         | Somdev Devvarman         | 3           | 4           |  |  | 8            | Adrián Menéndez Maceiras | 2            | 6            | 3            |  |
|  | 8           | Adrián Menéndez Maceiras | Adrián Menéndez Maceiras | 6           | 6           |  |  |              |                          |              |              |              |  |

### Sezione 4
|  | Primo turno | Primo turno     | Primo turno | Primo turno | Primo turno |  |  | Ultimo turno | Ultimo turno    | Ultimo turno    | Ultimo turno | Ultimo turno |  |
|  |             |                 |             |             |             |  |  |              |                 |                 |              |              |  |
|  | 4           | Tatsuma Itō     | Tatsuma Itō | 2           | 1           |  |  |              |                 |                 |              |              |  |
|  |             | James McGee     | James McGee | 6           | 6           |  |  |              | James McGee     | James McGee     | 0            | 6(0)         |  |
|  |             | Tennys Sandgren | 7           | 3           | 4           |  |  | 7            | Jared Donaldson | Jared Donaldson | 6            | 7            |  |
|  | 7           | Jared Donaldson | 5           | 6           | 6           |  |  |              |                 |                 |              |              |  |